# Jean-François Cordet
« Cordet » redirige ici. Pour l’article homophone, voir Corday.
Jean-François Cordet, né le 4 mai 1950 à Hanoï (État du Viêt Nam), et mort le 30 janvier 2024,, dans le 14e arrondissement de Paris, est un haut fonctionnaire français.
Après plusieurs mandats de préfet de département, il est directeur général de l’Office français de protection des réfugiés et apatrides (OFPRA) de 2007 à 2012, puis est nommé à trois postes de préfet de région : préfet de la région Picardie puis préfet de la région Nord-Pas-de-Calais et enfin préfet de la région Hauts de France.

## Biographie

### Études et diplômes
Jean-François Cordet est titulaire d'une maîtrise de droit public et est diplômé d'études supérieures de droit privé. Il est diplômé de l'Institut d'études politiques de Paris et de l'École nationale d'administration (Pierre Mendès France, 1976-78).

### Carrière
Fils d'officier, à la sortie de l'École nationale d'administration (Pierre Mendès France, 1976-1978), Jean-François Cordet devient chef de bureau Affaires économiques et Plan à la Direction des Territoires d'Outre-mer et chargé de mission Nouvelle-Calédonie, puis directeur de cabinet du directeur des Affaires politiques, administratives et financières de l'Outre-mer (1979 à 1981), enfin conseiller technique au cabinet d'Henri Emmanuelli (secrétaire d’État chargé des DOM-TOM) de 1981 à 1982. Il est directeur adjoint de cabinet de Christian Nucci (ministre délégué à la Coopération et au Développement) de 1983 à 1984. De 1984 à 1986, il est chef de la mission de coopération et d'action culturelle à Dakar (Sénégal). Dès 1986, il devient sous-préfet de Saint-Dizier (Haute-Marne) pendant deux ans. Il prend, par la suite, le poste de directeur adjoint du cabinet d'Olivier Stirn (ministre délégué chargé des DOM-TOM) en 1988 et secrétaire général pour les affaires régionales de Midi-Pyrénées de 1988 à 1991. Il est sous-directeur du corps préfectoral et des administrateurs civils au ministère de l’Intérieur de 1991 à 1992. Sa carrière en tant que préfet débute par sa nomination au poste de préfet de la région Guyane du 27 mai 1992 au 6 janvier 1995. Puis, il devient préfet de la région Martinique de 1995 à 1998. Il est nommé préfet de l'Aisne du 15 juillet 1998 au 1er août 2000 puis préfet de Meurthe-et-Moselle du 1er août 2000 au 20 décembre 2004. De 2004 à 2007, il est nommé au poste de préfet de la Seine-Saint-Denis où il se fait remarquer par la publication d'une note interne remettant en cause la politique sécuritaire du gouvernement français. Par ce fait, il sera Directeur général de l’Office français de protection des réfugiés et apatrides (OFPRA) de 2007 à 2012, la presse jugeant que cette nomination constitue une « disgrâce ».
Après avoir été préfet de la région Picardie, préfet de la Somme de 2012 à 2014, il est préfet de la région Nord-Pas-de-Calais, préfet de la zone de défense et de sécurité Nord et préfet du Nord depuis le 1er août 2014. Il devient préfet de la région Hauts de France le 1er janvier 2016. Il intègre la Cour des comptes le 4 mai 2016 comme conseiller maître en service extraordinaire.
Le Conseil des ministres a entériné le 1er août 2012 sa nomination à la préfecture de la région Picardie, à 62 ans, à la place de Michel Delpuech, en poste à Bordeaux (Aquitaine) depuis le 27 juillet 2012.
Le Conseil des ministres a entériné le 30 juillet 2014 sa nomination comme préfet de la région Nord-Pas-de-Calais, préfet de la zone de défense et de sécurité Nord et préfet du Nord, en remplacement de Dominique Bur et le 1er janvier 2016 comme préfet de la Région Hauts de France, préfet de la zone de défense et de sécurité Nord et préfet du Nord. Il est remplacé le 20 avril 2016 par le directeur de cabinet du ministre de l'intérieur Michel Lalande dans ces fonctions. Admis à faire valoir ses droits à la retraite, il rejoint la Cour des comptes comme conseiller maître en service extraordinaire le 4 mai 2016.
En mars 2017, il est nommé président de l'Observatoire national de la politique de la ville où il succède à Jean Daubigny, qui occupait cette fonction depuis décembre 2015. Il conduit également une mission interministérielle en Guyane.
Jean-François Cordet meurt à Paris le 30 janvier 2024 à l'âge de 73 ans.

## Récompenses et distinctions

### Décorations
- Commandeur de la Légion d'honneur le 31 décembre 2015[10]. Il est fait chevalier le 11 juillet 1997[11], est promu officier le 21 mars 2008[12]
- Commandeur de l'ordre national du Mérite Il est fait chevalier le 20 mai 1993, promu officier le 14 mai 2001[13], et commandeur 14 mai 2013[14].
- Officier de l'ordre des Palmes académiques
- Chevalier de l'ordre du Mérite agricole
- Chevalier de l'ordre des Arts et des Lettres
- Médaille de la jeunesse, des sports et de l'engagement associatif, or
- Médaille d'honneur de l'administration pénitentiaire, argent (2007)[15]
- Médaille d'honneur des Affaires étrangères, argent

### Prix
Jean-François Cordet a obtenu, lors des Big Brother Awards de 2013, le prix Orwell dans la catégorie « Exécuteurs des basses œuvres » pour « un tri sélectif qui ne laisse pas d'empreintes ». L'Office français de protection des réfugiés et apatrides (OFPRA) a en effet été condamné pour « atteinte grave et manifestement illégale au Droit d’Asile » pour avoir refusé d’examiner la demande d’asile d’un demandeur qui s’était détruit ses empreintes digitales à l’acide ou au fer rouge afin d’échapper à la vérification du fichier EURODAC des empreintes.